# Archäologisches Museum Gablingen

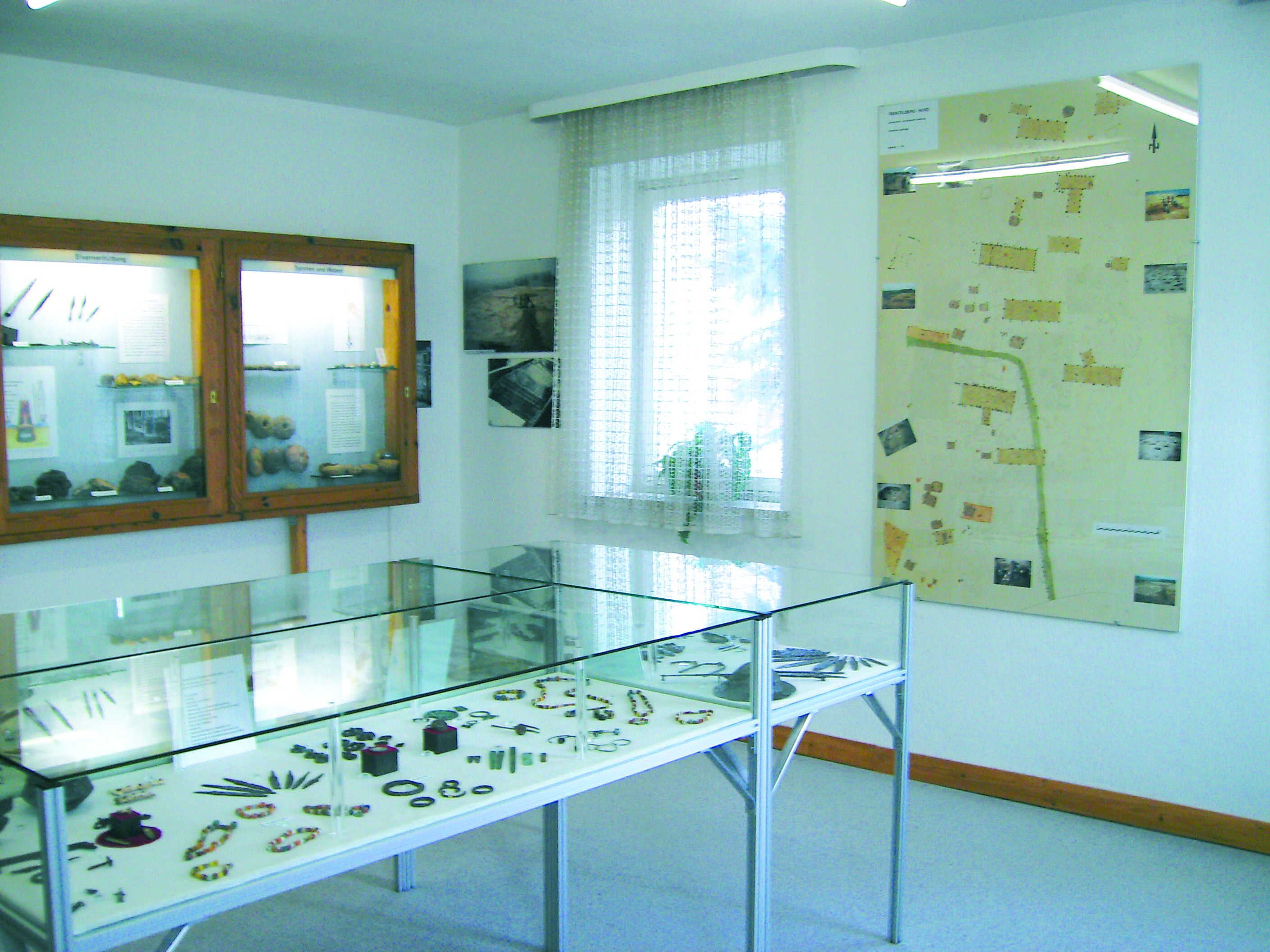
Blick in einen Raum des Museums

Das Archäologische Museum Gablingen ist ein archäologisches Museum in der Gemeinde Gablingen im schwäbischen Landkreis Augsburg. 
Das Museum beherbergt zahlreiche Funde, die vom Arbeitskreis für Vor- und Frühgeschichte des Landkreises Augsburg ausgegraben und restauriert wurden. Die Funde konnten bei Bauarbeiten und in Kiesgruben im Landkreis geborgen werden. Das Anfang März 1999 eröffnete Museum war bis 2010 in gemeindeeigenen Räumen des Reinschhof untergebracht, seither in der Grundschule Gablingen.
Die chronologisch gegliederte Ausstellung reicht von der Mittelsteinzeit über die Bronze- und Eisenzeit und das Zeitalter der Römer bis in das frühe Mittelalter, der Schwerpunkt liegt auf der Darstellung der Regionalgeschichte. Dabei wird die kulturelle und wirtschaftliche Entwicklung der Menschen durch die verschiedenen Epochen ablesbar und durch die Vielzahl der Funde veranschaulicht. Zu den Glanzstücken der Ausstellung gehören Funde eines glockenbecherzeitlichen Gräberfeldes bei Biberbach, darunter auch reiche Beigaben aus ehemaligen Fürstengräbern. Darüber hinaus gibt es einige Fundstücke und Grabbeigaben der jüngeren Steinzeit aus Silber und Gold. 
In einem separaten Raum wird die Entwicklung der mittelalterlichen Burgen des Augsburger Landkreises gezeigt. Dazu wurden zahlreiche Nachbauten historischer Burgen und ziviler Siedlungen eigens für das Museum angefertigt.